# 島根県警察部
島根県警察部（しまねけんけいさつぶ）は、戦前の内務省監督下の島根県が設置した府県警察部であり、島根県内を管轄区域とする。
1948年（昭和23年）3月6日に廃止となり、島根県警察部は国家地方警察島根県本部と松江市警察などの自治体警察に再編されることになった。

## 沿革
- 1876年（明治9年）1月　島根県庁に第四課を設置。
- 1880年（明治13年）4月　島根県警察本署に改称。
- 1881年（明治14年）9月　鳥取県が分離。
- 1886年（明治19年）7月　島根県警察本部に改称。
- 1890年（明治23年）10月　島根県警察部に改称。
- 1905年（明治38年）4月　島根県第四部に改称。
- 1907年（明治40年）7月　島根県警察部に改称。
- 1928年（昭和3年）7月　特別高等課（特別高等警察）を設置。
- 1945年（昭和20年）10月　特別高等警察が廃止。

## 組織
1927年（昭和2年）時点
- 警務課
- 高等警察課
- 保安課
- 衛生課

## 警察署
1927年（昭和2年）時点
- 松江警察署
- 安来警察署
- 広瀬警察署
- 木次警察署
- 三成警察署
- 掛合警察署
- 今市警察署
- 平田警察署
- 大社警察署
- 大田警察署
- 大森警察署
- 温泉津警察署
- 川本警察署
- 浜田警察署
- 江津警察署
- 益田警察署
- 津和野警察署
- 西郷警察署
- 浦郷警察署

## 歴代部長
| 代 | 官職名                 | 氏名       | 就任日         | 退任日         | 前職                       | 後職                       | 備考 |
| -- | ---------------------- | ---------- | -------------- | -------------- | -------------------------- | -------------------------- | ---- |
| 1  | 警部長 警察本署長      | 山田吉雄   | 1882年1月25日  | 1886年7月20日  |                            | -                          |      |
| 1  | 警部長 警察本部長      | 山田吉雄   | 1886年7月20日  | 1887年5月25日  | -                          | 長野県警部長               |      |
| 2  | 警部長 警察本部長      | 西田栄太郎 | 1887年5月25日  | 1890年10月11日 | 内務属                     | -                          |      |
| 2  | 警部長 警察部長        | 西田栄太郎 | 1890年10月11日 | 1894年6月20日  | -                          | 新潟県警部長               |      |
| 3  | 警部長 警察部長        | 小川弘水   | 1894年6月20日  | 1896年4月21日  |                            | 佐賀県警部長               |      |
| 4  | 警部長 警察部長        | 土方和親   | 1896年4月21日  | 1897年10月23日 | 秋田県南秋田郡長           | 鹿児島県警部長             |      |
| 5  | 警部長 警察部長        | 青木定謙   | 1897年10月23日 | 1899年4月8日   | 高知県参事官               | 和歌山県警部長             |      |
| 6  | 警部長 警察部長        | 白上俊一   | 1899年4月8日   | 1900年4月27日  | 山口県警部長               | 香川県警部長               |      |
| 7  | 警部長 警察部長        | 高木忠雄   | 1900年4月27日  | 1902年3月26日  | 香川県警部長               | 京都府警部長               |      |
| 8  | 警部長 警察部長        | 久保敏樹   | 1902年3月26日  | 1903年3月10日  | 鹿児島県警部長             | 山形県書記官               |      |
| 9  | 警部長 警察部長        | 太田政弘   | 1903年3月10日  | 1905年2月10日  | 宮崎県警部長               | 愛媛県警部長               |      |
| 10 | 警部長 警察部長        | 佐藤孝三郎 | 1905年2月10日  | 1905年4月19日  | 群馬県参事官               | -                          |      |
| 10 | 事務官 第四部長 警務長 | 佐藤孝三郎 | 1905年4月19日  | 1906年7月28日  | -                          | 和歌山県事務官・第四部長   |      |
| 11 | 事務官 第四部長 警務長 | 堀田義次郎 | 1906年7月28日  | 1907年7月13日  | 愛媛県事務官               | 長野県事務官・警察部長     |      |
| 12 | 事務官 警察部長 警務長 | 和田潤     | 1907年7月13日  | 1911年4月18日  | 香川県事務官・第四部長     | 佐賀県事務官・警察部長     |      |
| 13 | 事務官 警察部長 警務長 | 宮崎通之助 | 1911年4月18日  | 1913年6月13日  | 福島県事務官               | 宮城県事務官・警察部長     |      |
| 14 | 警察部長               | 鯉沼巌     | 1913年6月13日  | 1913年11月5日  |                            | 長野県警察部長             |      |
| 15 | 警察部長               | 本間利雄   | 1913年11月5日  | 1915年5月17日  | 富山県理事官               | 愛媛県警察部長             |      |
| 16 | 警察部長               | 時実秋穂   | 1915年5月17日  | 1916年10月13日 | 愛媛県警察部長             | 茨城県内務部長             |      |
| 17 | 警察部長               | 鈴木信太郎 | 1916年10月13日 | 1917年5月25日  | 神奈川県理事官             | 台湾総督府警視兼同府参事官 |      |
| 18 | 警察部長               | 後藤祐明   | 1917年5月25日  | 1918年1月14日  | 台湾総督府警視             | 北海道庁警察部長           |      |
| 19 | 警察部長               | 桑原一郎   | 1918年1月14日  | 1919年8月8日   | 山口県理事官               | 大分県警察部長             |      |
| 20 | 警察部長               | 山口織之進 | 1919年8月8日   | 1921年6月3日   | 大分県警察部長             | 岩手県警察部長             |      |
| 21 | 警察部長               | 伊藤昌庸   | 1921年6月3日   | 1922年10月16日 | 新潟県理事官               | 広島県警察部長             |      |
| 22 | 警察部長               | 内海忠司   | 1922年10月16日 | 1924年12月20日 | 青森県理事官               | 群馬県書記官・警察部長     |      |
| 23 | 書記官 警察部長        | 木下義介   | 1924年12月20日 | 1926年8月19日  | 内務事務官                 | 広島県書記官・警察部長     |      |
| 24 | 書記官 警察部長        | 泊武治     | 1926年8月19日  | 1927年5月17日  | 警視庁事務官               | 徳島県書記官・警察部長     |      |
| 25 | 書記官 警察部長        | 谷龍之助   | 1927年5月17日  | 1929年7月8日   |                            | 熊本県書記官・学務部長     |      |
| 26 | 書記官 警察部長        | 辻野三郎   | 1929年7月8日   | 1931年12月24日 | 福井県書記官・警察部長     | 石川県書記官・警察部長     |      |
| 27 | 書記官 警察部長        | 山内逸造   | 1931年12月24日 | 1932年6月30日  | 地方事務官                 | 秋田県書記官・警察部長     |      |
| 28 | 書記官 警察部長        | 土肥米之   | 1932年6月30日  | 1934年7月11日  | 地方事務官                 | 新潟県書記官・警察部長     |      |
| 29 | 書記官 警察部長        | 清水谷徹   | 1934年7月11日  | 1936年4月25日  | 宮城県書記官               | 沖縄県書記官・総務部長     |      |
| 30 | 書記官 警察部長        | 重成格     | 1936年4月25日  | 1937年7月8日   | 警視庁警視                 | 警視庁部長・衛生部長       |      |
| 31 | 書記官 警察部長        | 友末洋治   | 1937年7月8日   | 1938年1月11日  | 地方警視                   | 三重県書記官・警察部長     |      |
| 32 | 書記官 警察部長        | 桜井三郎   | 1938年1月11日  | 1939年6月23日  | 警察講習所教授兼内務事務官 | 警視庁部長・消防部長       |      |
| 33 | 書記官 警察部長        | 八木芳信   | 1939年6月23日  | 1941年8月1日   | 地方警視                   | 長野県書記官・経済部長     |      |
| 34 | 書記官 警察部長        | 吉田忠一   | 1941年8月1日   | 1942年7月7日   | 警視庁警視                 | 厚生書記官                 |      |
| 35 | 書記官 警察部長        | 大貫元     | 1942年7月7日   | 1942年11月1日  | 内務事務官兼外務事務官     | -                          |      |
| 35 | 部長 警察部長          | 大貫元     | 1942年11月1日  | 1943年4月10日  | -                          | 樺太庁部長                 |      |
| 36 | 部長 警察部長          | 米沢常道   | 1943年4月10日  | 1944年6月10日  | 三重県官房長               | 朝鮮総督府道事務官         |      |
| 37 | 部長 警察部長          | 平城国義   | 1944年6月10日  | 1945年4月21日  | 地方警視                   | 情報局情報官               |      |
| 38 | 部長 警察部長          | 鹿士源太郎 | 1945年4月21日  | 1945年9月12日  | 情報局情報官               |                            |      |
| 39 | 部長 警察部長          | 工藤恒四郎 | 1945年9月12日  | 1945年10月13日 | 愛媛県部長                 |                            |      |
| 40 | 部長 警察部長          | 吉川覚     | 1945年10月13日 | 1945年10月27日 |                            |                            |      |
| 41 | 部長 警察部長          | 鈴木菊男   | 1945年10月27日 | 1946年4月1日   |                            | -                          |      |
| 41 | 地方事務官 警察部長    | 鈴木菊男   | 1946年4月1日   | 1946年4月25日  | -                          |                            |      |
| 42 | 地方事務官 警察部長    | 荻野隆司   | 1946年4月25日  | 1947年2月24日  | 和歌山警察部長             |                            |      |
| 43 | 地方事務官 警察部長    | 大島輝之助 | 1947年2月24日  | 1948年3月6日   |                            | 福井県警察長               |      |

## 主な事件
- 松江騒擾事件